# Günter Reisch
Günter Reisch (Berlino, 24 novembre 1927 – Berlino, 24 febbraio 2014) è stato un regista e sceneggiatore tedesco.

## Filmografia parziale

### Regista e sceneggiatore
- Spur in die Nacht (1957)
- Maibowle (1959)
- Solange Leben in mir ist (1965)
- Ein Lord am Alexanderplatz (1967)
- Jungfer, Sie gefällt mir (1969)
- Unterwegs zu Lenin (1969)
- Nelken in Aspik (1976)
- Anton der Zauberer (1978)
- Die Verlobte (1980)
- Wie die Alten sungen... (1986)

### Solo regista
- Das Lied der Matrosen (1958)
- Silvesterpunsch (1960)
- Ach, du fröhliche (1962)
- Trotz alledem! (1972)
- Wolz - Leben und Verklärung eines deutschen Anarchisten (1974)